# نوبو كيكوهارا
نوبو كيكوهارا (باليابانية: 菊原 伸郎) (18 ديسمبر 1970 في كاناغاوا في اليابان – )؛ هو لاعب كرة قدم سابق كان يلعب كلاعب وسط.